# Parallelgesellschaft
Parallelgesellschaft ist ein soziologischer Begriff. Er beschreibt die gesellschaftliche Selbstorganisation eines segregierten, sozialen Milieus, das sich „von der Mehrheitsgesellschaft abschottet und ein alternatives Wertesystem befolgt“. Es „kann ethnisch oder religiös oder von beidem zugleich geprägt werden“, entspricht dabei nicht den überkommenen Regeln und Moralvorstellungen der Mehrheitsgesellschaft und wird von dieser mitunter als ablehnend empfunden. Der Begriff überschneidet sich in seinem Bedeutungsinhalt mit Gegenkultur und Subkultur. Er hat seit den 1990er Jahren zusehends Eingang in die wissenschaftliche und öffentliche Integrationsdebatte erhalten und wird kontrovers diskutiert.

## Der Begriff in den Medien

### Wortentstehung und Verbreitung
Das Wort Parallelgesellschaft wurde Anfang der 1990er Jahre von dem Bielefelder Soziologen Wilhelm Heitmeyer in die Debatte um Migration und Integration eingebracht, wobei der Begriff zunächst kaum Beachtung gefunden hat. Im Jahre 1996 wurde es bereits gelegentlich, aber noch zögerlich verwendet. Populär wurde das Wort erst in den Jahren 2003 und 2004.
Nach der Ermordung des islamkritischen Filmemachers Theo van Gogh am 2. November 2004 erfolgten im Lauf des Novembers Anschläge auf eine Koranschule sowie auf Moscheen, islamische Schulen und auch Kirchen in den Niederlanden. In der folgenden öffentlichen Kontroverse wurde zunächst in den Niederlanden, dann im übrigen Europa das Schlagwort „Parallelgesellschaft“ in den Massenmedien popularisiert. Es wurde oft mit der Auffassung kombiniert, dass die multikulturelle Gesellschaft gescheitert sei und die drohende Spaltung der Gesellschaft politisches Handeln erfordere. 2004 wählte die Gesellschaft für deutsche Sprache (GfdS) den Ausdruck Parallelgesellschaften bei den Wörtern des Jahres auf den 2. Platz, in Anlehnung an die gesellschaftliche Diskussion um die Integration von zumeist muslimischen Ausländern. Nach dem Terroranschlag am 7. Juli 2005 in London und den Unruhen in Frankreich 2005 wurde das Wort erneut verstärkt im Diskurs verwendet.

### Kommentare in der Presse
Im Januar 2007 thematisierte der Kulturwissenschaftler Wolfgang Kaschuba in einem Kommentar im Berliner Tagesspiegel die Debatte über Parallelgesellschaften. Er betont, dass über den Begriff Parallelgesellschaft neue Ängste deutlich werden und dieser auch einen neuen Begriff von Fremdheit darstellt. „Zwei Bilder vor allem sind es, die gegenwärtig die öffentliche Wahrnehmung prägen. Zum einen werden Migranten verstärkt als ethnisch Fremde identifiziert. Als Fremde, die deshalb auch nicht der Mehrheitsgesellschaft angehören. Zum andern erfahren zunehmend islamistische Gruppen öffentliche Aufmerksamkeit. Seit jenem 11. September scheinen sie den Nährboden zu bilden für einen Terrorismus, der im Namen des Dschihad auch in Europa bereits seine blutigen Spuren von London bis Madrid hinterlassen hat.“ Kaschuba erwähnt dahingehend die öffentliche und mediale Dramatisierung und Diskriminierung von Migranten, wodurch ein neuer Alarmismus gefördert würde, „(...) der fremde Bedrohung überall sieht und fremdenfeindliche Züge trägt. Dazu gehört auch die Rede von der Parallelgesellschaft. (...) [D]er Begriff produziert selbst eine kulturelle Differenz, die er vorgeblich diagnostiziert. Er zieht eine innere kulturelle Grenze in die Gesellschaft ein, die 'uns' wie 'die anderen' homogenisiert und essenzialisiert“.

## Wissenschaftlicher Diskurs

### Historische Forschung
Im November 2004 veröffentlichte die Redaktion von Spiegel Online ein Interview mit dem Historiker Klaus J. Bade. Darin brachte Bade zum Ausdruck, dass der Begriff Parallelgesellschaft Merkmale von Populismus aufweist. Er sagte:

„Parallelgesellschaften im klassischen Sinne gibt es in Deutschland gar nicht. Dafür müssten mehrere Punkte zusammenkommen: eine monokulturelle Identität, ein freiwilliger und bewusster sozialer Rückzug auch in Siedlung und Lebensalltag, eine weitgehende wirtschaftliche Abgrenzung, eine Doppelung der Institutionen des Staates. Bei uns sind die Einwandererviertel meist ethnisch gemischt, der Rückzug ist sozial bedingt, eine Doppelung von Institutionen fehlt. Die Parallelgesellschaften gibt es in den Köpfen derer, die Angst davor haben: Ich habe Angst, und glaube, dass der andere daran Schuld ist. Wenn das ebenso simple wie gefährliche Gerede über Parallelgesellschaften so weitergeht, wird sich die Situation verschärfen. Dieses Gerede ist also nicht Teil der Lösung, sondern Teil des Problems.“

### Soziologische Einordnung
Beim Konflikt zwischen Gesellschaft und Parallelgesellschaft geht es um die Interessenkollision zwischen einer alteingesessenen Mehrheit mit wenigen Erfahrungen des sozialen Abstiegs und einer eingewanderten Unterschicht mit bereits konkurrenzfähigen, obwohl schwachen Chancen sozialen Aufstiegs. Es ist zugleich ein sozialer Konflikt einer säkularisierten Mehrheit mit einer ihre mitgebrachten religiösen Traditionen „modernisierenden“ Minderheit.
Der Soziologe Lewis A. Coser bezeichnete 1964 den Streit an einer derart aus der Ökonomie in die Moral verschobenen Konfliktfront als einen unrealistic conflict.

### Politikwissenschaftliche Forschung
Im Frühjahr 2006 veröffentlichte die Bundeszentrale für politische Bildung in der politikwissenschaftlichen Fachzeitschrift Aus Politik und Zeitgeschichte eine Aufsatzsammlung unter dem Stichwort „Parallelgesellschaft?“ Die Ergebnisse der jeweiligen Studien lassen sich so zusammenfassen:
1. Es ließen sich Indizien feststellen, dass je religiöser Muslime sind, umso mehr Distanz zu Nicht-Muslimen aufgebaut werde.
2. Der mit der Debatte um Parallelgesellschaften verbundene Gedanke, dass türkische Migranten möglicherweise Clan-ähnliche Strukturen aufbauen und Tendenzen zur Abschottung hätten, konnte nicht bestätigt werden.
3. Datenanalysen, die zwischen 1999 und 2004 durchgeführt wurden, zeigen, dass die Behauptung von Rückzügen von türkeistämmigen Schichten der Bevölkerung in die eigene Ethnie und der damit verbundene Gedanke eines drängendsten Integrationsproblems nur eine geringe empirische Substanz hat.
4. Hinsichtlich der Frage nach der Gleichberechtigung von Mann und Frau würde „mindestens die Hälfte“ der in Deutschland lebenden Türken an türkisch-muslimischen Traditionen festhalten, weshalb deutsche und türkische Demokraten auf Gleichberechtigung, Rechtsstaatlichkeit und Schutz der Verwirklichung der Grundrechte des Einzelnen bestehen müssten.
5. Die Migrationsdebatte in den deutschen Medien sei von Vereinfachungen, Verzerrungen und pauschalisierenden Aussagen mitgeprägt.[8]

### Historische Ansätze
- Jean Delumeau: Angst im Abendland. Die Geschichte kollektiver Ängste im Europa des 14. bis 18. Jahrhunderts (= Rowohlts Enzyklopädie. Band 503: Kulturen und Ideen). Rowohlt, Reinbek bei Hamburg 1989, ISBN 3-499-55503-4 (Originaltitel: La peur en occident 1978, ISBN 2-213-00556-7. Übersetzt von Monika Hübner).
- Bassam Tibi:
  - Islamische Zuwanderung. Die gescheiterte Integration. Deutsche Verlags-Anstalt, München 2002, ISBN 3-421-05633-1.
  - Islamische Zuwanderung und ihre Folgen: Der neue Antisemitismus, Sicherheit und die »neuen Deutschen«. Ibidem, 2. Auflage 2018, ISBN 978-3-8382-1003-2.
- Iman Attia (Hrsg.): Orient- und IslamBilder. Interdisziplinäre Beiträge zu Orientalismus und antimuslimischem Rassismus. Unrast, Münster 2007, ISBN 978-3-89771-466-3.
- Karl Besemer: Die Angst der Deutschen vor dem Islam. Shaker, Aachen 2007, ISBN 3-8322-6492-2.
- Martin Biersack, Teresa Hiergeist und Benjamin Loy (Hrsg.): Parallelgesellschaften: Instrumentalisierungen und Inszenierungen in Politik, Kultur und Literatur. Romanische Studien: Beihefte 8 (Akademische Verlagsgemeinschaft München, 2019), www.romanischestudien.de.

### Philosophische Ansätze
- Karl R. Popper: Die offene Gesellschaft und ihre Feinde. Band 1: Der Zauber Platons (= Sammlung Dalp), Franke, Bern 1957 (Originaltitel: The Open Society and its Enemies – The Spel of Plato, übersetzt von P. K. Feyerabend), DNB 453822452; 7. Auflage, Mohr, UTB 1724, Tübingen 1992, ISBN 3-8252-1724-8.)

### Soziologische Ansätze
- Severin Frenzel: Lebenswelten jenseits der Parallelgesellschaft. Postmigrantische Perspektiven auf Integrationskurse in Deutschland und Belgien. transcript Verlag, Bielefeld 2021, ISBN 978-3-8376-5727-2.
- Wolf-Dietrich Bukow, Claudia Nikodem, Erika Schulze, Erol Yildiz (Hrsg.): Was heißt hier Parallelgesellschaft? Zum Umgang mit Differenzen. VS Verlag, Wiesbaden 2007, ISBN 978-3-531-15485-5.
- Werner Köster (Hrsg.): Parallelgesellschaften. Diskursanalysen zur Dramatisierung von Migration. Klartext, Essen 2009, ISBN 978-3-89861-822-9.
- Lewis A. Coser: Theorie sozialer Konflikte (Originaltitel: Sociological Theory, 1964). Neuwied am Rhein 1965 DNB 363436715.
- Kien Nghi Ha: Ethnizität und Migration Reloaded. Kulturelle Identität, Differenz und Hybridität im postkolonialen Diskurs. Münster 1999; Überarbeitete und erweiterte Neuauflage, Berlin 2004, ISBN 3-86573-009-4.
- Hito Steyerl, Encarnación Gutiérrez Rodríguez (Hrsg.): Spricht die Subalterne deutsch? Migration und postkoloniale Kritik. Unrast, Münster 2003, ISBN 3-89771-425-6.
- María do Mar Castro Varela, Nikita Dhawan: Postkoloniale Theorie. Eine kritische Einführung. Bielefeld 2005, ISBN 3-89942-337-2.
- Rauf Ceylan: Ethnische Kolonien. Entstehung, Funktion und Wandel am Beispiel türkischer Moscheen und Cafés. VS Verlag, Wiesbaden 2006, ISBN 3-531-15258-0 (Dissertation Universität Bochum 2006, 272 Seiten).
- Kien Nghi Ha, Nicola Lauré al-Samarai, Sheila Mysorekar (Hrsg.): Re-, Visionen. Postkoloniale Perspektiven von People of Color auf Rassismus, Kulturpolitik und Widerstand in Deutschland. Unrast, Münster 2007, ISBN 978-3-89771-458-8.

### Politikwissenschaftliche Ansätze
- Barbara Pfetsch: Themenkarrieren und politische Kommunikation. Zum Verhältnis von Politik und Medien bei der Entstehung der politischen Agenda. In: APuZ. B 39, Bonn 1994.
- Jürgen Nowak: Leitkultur und Parallelgesellschaft. Argumente wider einen deutschen Mythos. Brandes & Apsel, Frankfurt am Main 2006, ISBN 3-86099-831-5.
- Marie N. Loewe: Die offene Gesellschaft und ihre neuen Feinde. Die neuen Bedrohungen der offenen Gesellschaft-Terrorismus und Terrorismusbekämpfung als Feinde der Freiheit. Saarbrücken 2007, ISBN 3-8364-2253-0.
- Gerda Heck: ›Illegale Einwanderung‹. Eine umkämpfte Konstruktion in Deutschland und den USA. Münster 2008, ISBN 978-3-89771-746-6.[9]

### Presse
- Leon de Winter: Niederlande. Vor den Trümmern des großen Traums. In: Die Zeit, Nr. 48/2004
- Christian Semler: Kampfbegriffe „Parallel-Gesellschaften“. In: taz, 24. November 2004
- Franz Walter, Matthias Micus: Der Aufstieg aus den Armutsquartieren. In: Frankfurter Rundschau. 28. Dezember 2006.